# Moshé Feldenkrais
Moshé Pinchas Feldenkrais (Russisch: Моше Пинхас Фельденкрайз, Hebreeuws: משה פנחס פלדנקרייז) (Slavoeta, 6 mei 1904 — Tel Aviv, 1 juli 1984) was een Israëlische natuurkundige en bedenker van de methode Feldenkrais, die als doel heeft het menselijk functioneren te verbeteren door zelfkennis door beweging.

## Biografie
Feldenkrais werd geboren in het keizerrijk Rusland in de stad Slavoeta (tegenwoordig Oekraïne). Toen hij nog een kind was, verhuisde het gezin naar Kremenets en vervolgens in 1912 naar Baranovichi (Wit-Rusland). In 1918 verliet hij zijn familie en emigreerde naar Palestina. Daar werkte hij als arbeider voordat hij zijn middelbareschooldiploma haalde in 1925. Daarna werkte hij als cartograaf voor het Britse onderzoeksbureau. In Palestina begon hij zijn studies over zelfverdediging, waaronder jiu jitsu.  Een voetbalblessure in 1929 was de aanleiding voor de ontwikkeling van zijn methode.
In de jaren dertig woonde hij in Frankrijk, waar hij zijn ingenieursdiploma haalde aan de École spéciale des travaux publics, du bâtiment et de l'industrie en later zijn doctoraaldiploma aan de Sorbonne, waar Marie Curie een van zijn docenten was. Tevens werkte hij als onderzoeksassistent voor de atoomgeleerde en Nobelprijswinnaar Frédéric Joliot-Curie aan het Institut Curie in Parijs. In 1933 ontmoette hij Jigoro Kano, de grondlegger van judo, die hem aanmoedigde zijn studie oosterse vechtsporten op te pakken. Hij werd een goede vriend van Kano en correspondeerde regelmatig met hem. In 1936 ontving hij de zwarte band in judo, en in 1938 de tweede dan.
Toen de Duitsers Parijs naderden in 1940, vluchtte Feldenkrais naar Groot-Brittannië met een fles zwaar water en onderzoeksmateriaal met de instructies deze bij de Britse Admiraliteit af te leveren. Hij werkte tot 1946 als natuurkundige bij de admiraliteit, waar hij werkte aan antiduikbootwapens in Fairlie, Schotland. Zijn werk aan sonar leidde tot verscheidene patenten. Door een glad dek van een onderzeeër kwam zijn knieletsel weer opzetten. Omdat hij knieoperaties weigerde, werd het een noodzakelijkheid zelf rehabilitatie en bewustwording te ontwikkelen door middel van observatie. Dit zou later uitmonden in zijn methode.
Nadat Feldenkrais de admiraliteit had verlaten, ging hij in Londen wonen, waar hij bij een privébedrijf ging werken. Door zijn zelfrehabilitatie kon hij judo weer oppakken. Vanuit zijn positie bij het Internationale Judocomité had hij de mogelijkheid judo wetenschappelijk te bestuderen, en judo combineerde met zijn zelfverkregen kennis over zijn zelfrehabilitatie. In 1949 publiceerde hij zijn eerste boek over de methode Feldenkrais, Body and Mature Behavior: A Study of Anxiety, Sex, Gravitation and Learning. Hij bestudeerde werk van G.I. Gurdjieff, F. Matthias Alexander, Elsa Gindler en William Bates. Hij vertrok naar Zwitserland om te studeren bij Heinrich Jacoby.
In 1951 ging Feldenkrais terug naar Israël. Na leiding gegeven te hebben aan de elektronische dienst van het Israëlische leger, ging hij in 1954 wonen in Tel Aviv, waar hij zich volledig richtte op het uitdragen van zijn methode. Hij begon in 1957 met Mia Segal te trainen als zijn assistente en eerste studente.  In hetzelfde jaar begon hij de methode Feldenkrais aan David Ben-Gurion, de minister-president van Israël, te leren, waarbij hij hem onder andere leerde op zijn hoofd te staan in een yogapositie.
In de jaren zestig, zeventig en tachtig heeft Feldenkrais zijn methode van Europa tot Noord-Amerika gepresenteerd. Leraren werden opgeleid om de methode aan anderen te onderwijzen. De eerste groep van 13 leraren werden in de periode van 1969 tot 1971 in Tel Aviv getraind. Tussen 1975 en 1978 trainde hij 65 leraren in San Francisco. In 1980 startten 235 studenten zijn lerarenopleiding aan het Hampshire College in Amherst, Massachusetts. In de herfst van 1981 werd hij ziek en stopte met de training. Hij overleed op 1 juli 1984. Er zijn tegenwoordig wereldwijd meer dan 2000 beoefenaars van zijn methode.

## Publicaties

### Boeken over de methode Feldenkrais
- Moshé Feldenkrais, Body and Mature Behavior: A Study of Anxiety, Sex, Gravitation and Learning. London: Routledge and Kegan Paul, 1949; New York: International Universities Press, 1950 (softcover edition, out of print); Tel-Aviv: Alef Ltd., 1966, 1980, 1988 (hardcover edition).
- Moshé Feldenkrais, Awareness Through Movement: Health Exercises for Personal Growth. New York/London: Harper & Row 1972, 1977; Toronto: Fitzhenry & Whiteside, 1972, 1977 (hardcover edition, beëindigd); Harmondsworth, Middlesex, England: Penguin Books, 1972, 1977; San Francisco: Harper Collins, 1990 (softcover edition).
- Moshé Feldenkrais, The Case of Nora: Body Awareness as Healing Therapy. New York/London: Harper & Row, 1977 (out of print).
- Moshé Feldenkrais, The Elusive Obvious. Cupertino, California: Meta Publications, 1981.
- Moshé Feldenkrais, The Master Moves. Cupertino, California: Meta Publications, 1984, (softcover edition.)
- Moshé Feldenkrais, The Potent Self. San Francisco: Harper & Row, 1985. Harper Collins, New York, 1992, (softcover edition.)
- Moshé Feldenkrais, Embodied Wisdom: The Collected Papers of Moshé Feldenkrais. California: Somatic Resources and North Atlantic Books. 2010.
- Noah Eshkol, 50 Lessons by Dr. Feldenkrais. Tel-Aviv, Israel: Alef Publishers, 1980 (written in Movement Notation).

### Boeken over jiujitsu en judo
- Étienne Chiron, Jiu-jitsu. Paris, 1934 (beëindigd).
- Étienne Chiron, Manuel pratique du Jiu-jitsu: la défense du faible contre l'agresseur. Paris, 1939 (beëindigd).
- Étienne Chiron, ABC du Judo. Paris, 1941 (beëindigd).
- Moshé Feldenkrais, Practical Unarmed Combat. London: Frederick Warne & Co., 1941. Revised edition 1944, 1967 (beëindigd).
- Moshé Feldenkrais, Hadaka-Jime: The Core Technique for Practical Unarmed Combat. Colorado: Genesis II Publishing, 2009. Herzien Practical Unarmed Combat with new forward by Moti Nativ.
- Moshé Feldenkrais, Judo: The Art of Defense and Attack. New York and London: Frederick Warne & Co., 1944, 1967 (beëindigd).
- Moshé Feldenkrais, Higher Judo (Groundwork). New York and London: Frederick Warne & Co., 1952 (beëindigd). Kopie verkrijgbaar van Feldenkrais Resources.

### Artikelen
- Moshé Feldenkrais, A Non-Specific Treatment., The Feldenkrais Journal, No. 6, 1991. (Lecture from 1975 Training Program, edited by Mark Reese.)
- Moshé Feldenkrais, Awareness Through Movement., Annual Handbook for Group Facilitators. John E. Jones and J. William Pfeiffer (eds.). La Jolla, CA: University Associates, 1975.
- Moshé Feldenkrais, Bodily Expression., Somatics, Vol. 6, No. 4, Spring/Summer 1988. (Vertaald vanuit het Frans door Thomas Hanna.)
- Moshé Feldenkrais, Bodily Expression (Conclusion)., Somatics, Vol. 7, No. 1, Herfst/Winter 1988-89.
- Moshé Feldenkrais, Learn to Learn Booklet. Washington D.C.: ATM Recordings, 1980.
- Moshé Feldenkrais, On Health. Dromenon, Vol. 2, No. 2, augustua/september 1979.
- Moshé Feldenkrais, On the Primacy of Hearing., Somatics, Vol. 1, No. 1, herfst 1976.
- Moshé Feldenkrais, Man and the World., Somatics, Vol. 2, No. 2, Spring 1979. Herdruk in Explorers of Humankind, Thomas Hanna (ed.). San Francisco: Harper & Row, 1979.
- Moshé Feldenkrais, Mind and Body. Two lectures in Systematics: The Journal of the Institute for the Comparative Study of History, Philosophy and the Sciences, Vol. 2, No. 1, June 1964. Herdruk in Your Body Works, Gerald Kogan (ed.). Berkeley: Transformations, 1980.
- Moshé Feldenkrais, Self-Fulfillment Through Organic Learning., Journal of Holistic Health, Vol. 7, 1982. (Lecture delivered at the Mandala Conference, San Diego, 1981, edited by Mark Reese.)